# Marta Kleszczyńska
Marta Kleszczyńska (ur. 13 lutego 1979) – polska sztangistka, reprezentantka i mistrzyni i rekordzistka Polski w podnoszeniu ciężarów.
Reprezentantka klubu WLKS Siedlce, gdzie jej trenerem był Ryszard Soćko.
W latach 2002–2007 zdobyła sześciokrotnie z rzędu mistrzostwo Polski w kategorii 48 kg (z wynikami: 2002 - 135 kg, 2003 - 147,5 kg, 2004 - 152,5 kg, 2005 - 154 kg, 2006 - 154 kg, 2007 - 151 kg) Siedmiokrotnie biła rekord Polski w rwaniu w kategorii 48 kg (od 60 kg - 23.04.2002 do 72 kg - 02.05.2006), czterokrotnie w podrzucie w tej samej kategorii (od 80 kg - 23.04.2002 do 90 kg - 20.04.2004) i ośmiokrotnie w dwuboju (od 140 kg - 23.04.2002 do 162 kg - 2.05.2006)
W biało-czerwonych barwach startowała w kategorii 48 kg; czterokrotnie w mistrzostwach Europy  (2002 - 8 m. (145 kg (65 + 80 kg)), 2004 - 7 m. (157,5 kg (67,5 kg + 90 kg)), 2005 - 5 m. (160 kg (70 kg + 90 kg)), 2006 - 5 m. (162 kg (72 kg + 90 kg)), dwukrotnie w mistrzostwach świata (2003 - 21 m. (147,5 kg (65 kg + 82,5 kg)), 2006 - 15 m. (160 kg (70 kg + 90 kg)).